# Bellardiella kovacsi
Bellardiella kovacsi is een slakkensoort uit de familie van de Pupinidae. De wetenschappelijke naam van de soort werd voor het eerst geldig gepubliceerd in 2017 door Varga en Páll-Gergely.